# 宮崎放送
株式會社宮崎放送（日语：／ Miyazaki Hōsō */?），簡稱MRT（Miyazaki Radio & Television），是日本的一家以宮崎縣為放送範圍的廣電兼營台。宮崎放送的廣播服務於1954年7月1日開播，識別呼號為JONF，是JRN和NRN聯播網成員。電視服務於1960年10月1日開播，電視識別呼號為JONF-DTV，遙控器號碼是6頻道，是JNN聯播網成員。宮崎放送是宮崎縣唯一的廣電兼營台，也是宮崎縣第一家民營電視台。

## 資本構成
下表列出2015年3月31日時宮崎放送的主要股東:453-454：
| 資本金          | 發行股份總數 | 股東數 |
| --------------- | ------------ | ------ |
| 162,000,000日元 | 324,000股    | 136    |

| 股東           | 持股數   | 比例   |
| -------------- | -------- | ------ |
| 宮崎放送持股會 | 32,400股 | 10.00% |
| 毎日新聞社     | 32,000股 | 09.87% |
| 宮崎縣政府     | 31,500股 | 09.72% |
| 宮崎銀行       | 16,200股 | 05.00% |
| 日本生命保險   | 14,000股 | 04.32% |
| 旭化成         | 12,000股 | 03.70% |
| 東芝           | 10,000股 | 03.08% |
| 朝日生命保險   | 10,000股 | 03.08% |
| 第一生命保險   | 10,000股 | 03.08% |

## 歷史
1953年5月30日，郵政省公佈廣播用頻率分配計劃表，宮崎縣亦獲得分配頻率，但當時宮崎縣內並無業者有意申請設立民營電台:3-4。鄰縣鹿兒島縣的南日本電台（現南日本放送）因此有意在宮崎市設立轉播站，進出宮崎縣廣播市場:4。對此時任日向日日新聞（現宮崎日日新聞）社社長山口德馬強烈反彈，聯合宮崎縣政界及財界人士申請設立民營電台:4-5。同年12月17日，宮崎電台（ラジオ宮崎）申請獲得播出執照:6，並於翌年3月17日舉辦創立總會，24日登記設立公司:11。1954年7月1日早晨5時20分，宮崎電台正式開始播出:15。
宮崎電台在1956年6月25日提出電視播出執照申請:39。為擴大電波的覆蓋範圍，宮崎電視台選擇在標高1,119公尺的鱷塚山山頂修建訊號發射站，亦是當時日本少有的在山頂修建訊號發射站的嘗試:39。同時宮崎電台還增加了員工人數，修建了電視放送會館，滿足播出電視所需的硬體和人力需求:40-41。1960年10月1日，宮崎電台正式開始播出電視節目:41，並同時加入JNN聯播網:52。翌年為反映廣電兼營的實際情況，宮崎電台將公司名改為宮崎放送:45。1962年，宮崎放送實現了10%的股票分紅:45。在開播10週年的1964年，宮崎放送翻新了廣播會館，並播出了眾多紀念特別節目:46-47。1966年12月10日，宮崎放送開始播出彩色電視節目:53。
1977年，宮崎放送開始導入電子新聞採集（ENG）系統:185-186。同年宮崎放送決定在宮崎市中心修建新館:71-73，並於1982年動工:75。為紀念開播30週年並作為企業識別的一環，宮崎放送在1984年啟用了第二代商標:75-76。同年8月底，宮崎放送新館竣工。該建築地下有1層、地上有7層、總樓面面積12,700平方公尺，耗資33億日元:81。建築一至三層部分是商業及文化設施MRT micc；四至七層則是宮崎放送的辦公空間，其中四層是廣播錄音棚，五層是電視攝影棚:81-83。同年9月1日開始，宮崎放送開始從新總部播出節目:84-86。
宮崎放送自2006年12月1日開始播出數位電視訊號，並在2011年7月24日停止播出類比電視。2014年，宮崎放送在開播60週年之際啟用了新商標。

## 廣播部門
在1956年的收聽率調查時，宮崎放送佔據了宮崎縣收聽率前20名節目中的12個節目:92。1960年代後，電視取代廣播，成為大眾的主要娛樂媒體。對此宮崎放送在1965年加入JRN和NRN，強化節目供給體制:48-49。2012年，宮崎放送加入了radiko服務，聽眾在網路上亦能收聽宮崎放送的廣播節目。現在宮崎放送的自製廣播節目以資訊節目為主，包括在平日上午播出的《新鮮AM!新鮮廣播》，以及午後的《GO!GO!廣角》。

## 電視部門
1962年10月，宮崎放送開始在週一至週六傍晚播出5分的帶狀地方新聞:163。1974年，宮崎放送開始播出《MRT新聞廣角》節目。該節目是宮崎放送開播20週年紀念節目之一，在每週一至週五18時播出，是JNN在九州的第一個大型帶狀地方新聞節目，也是JNN第六個大型地方新聞節目:64。現在宮崎放送在傍晚播出的新聞節目是2010年開始播出的《MRT新聞 Next》。
宮崎放送在開播初期就製作了《宮崎24時》等紀錄片節目:118。1962年10月，宮崎放送首次製作電視劇《年輕的道路》（若い道）:118。1970年，宮崎放送開始在週六午間播出自製資訊節目《太陽和綠的Wide Show·新鮮宮崎》（太陽とみどりのワイドショー・フレッシュみやざき），但該節目因宮崎放送的勞資紛爭而只播出了3期就停播:135-136。1978年，宮崎放送再次開始製作週末資訊節目《MRT週六廣角》（MRT土曜ワイド）:149-150。宮崎放送目前的主要自製資訊節目有在週三至週五上午播出的《Asatoku!》，以及在週六上午播出的《續桑的週六》。週三晚間播出的《Wakemon!》（わけもん!）則是宮崎放送唯一在黃金時段播出的大型自製節目。

## 外部連結
- MRT宮崎放送 （页面存档备份，存于）
  - MRT電視台 （页面存档备份，存于）
  - MRT電台 （页面存档备份，存于）
- miten （页面存档备份，存于）
- MRT宮崎放送的X（前Twitter）
- MRT電視台的Facebook專頁
- YouTube上的MRT宮崎放送頻道